# Haus Belvedere
Haus Belvedere (także: stacja kolejowa Belvedere; niem. Haus Belvedere lub niem. Bahnhof Belvedere) – dawny budynek dworca na stacji kolejowej w Müngersdorf, otwarty 2 sierpnia 1839 roku; położony jest w dzisiejszej dzielnicy Kolonii, jest najstarszym zachowanym budynkiem dworcowym w Niemczech.

## Historia

### Budynek dworca kolejowego

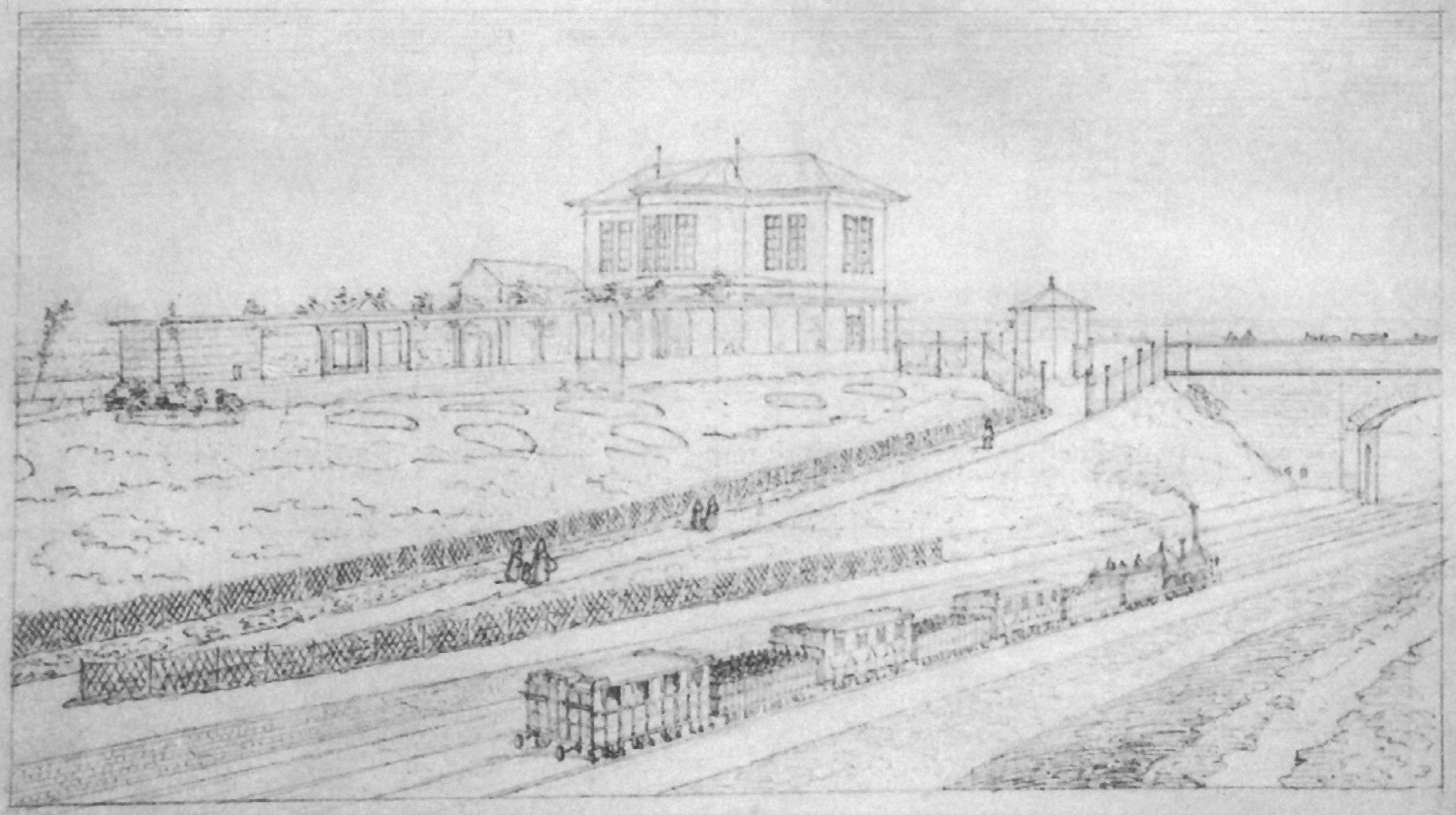
Widok okolic dworca w poł. XIX wieku

Stacja kolejowa znajdowała się na pierwszej na świecie międzynarodowej linii kolejowej z Kolonii do Akwizgranu i Antwerpii. Budowę dworca ukończono w 1839 roku, należał do Rheinische Eisenbahngesellschaft. Znajduje się na wzgórzu w niewielkiej odległości od linii kolejowej z widokiem na Kolonię. W budynku dworca mieściła się też restauracja dla gości wycieczek z Kolonii.
2 sierpnia 1839 roku odbyła się uroczysta inauguracja trasy z Kolonii do Müngersdorfu, w której uczestniczyli zaproszeni goście specjalnej wycieczki kolejowej. Przy stacji kolejowej Müngersdorf „powstał ogród i wybudowano niewielki, ale okazały budynek dworca, który prowadzi także restaurację”. Od 16 sierpnia 1839 roku w poniedziałki, środy, piątki i niedziele pomiędzy Kolonią a Muengersdorfem, kursowało sześć par pociągów, a w niedziele dodatkowo wieczornym kursem przyjeżdżała wycieczka z Müngersdorf.
Sprzedaż biletów kolejowych nie rozwijała się jednak zgodnie z oczekiwaniami inwestorów. Dlatego budynek został wycofany z użytku w XIX wieku. W 1892 roku przeszedł w posiadanie miasta i był wykorzystywany jako budynek mieszkalny. 

### Budynek mieszkalny

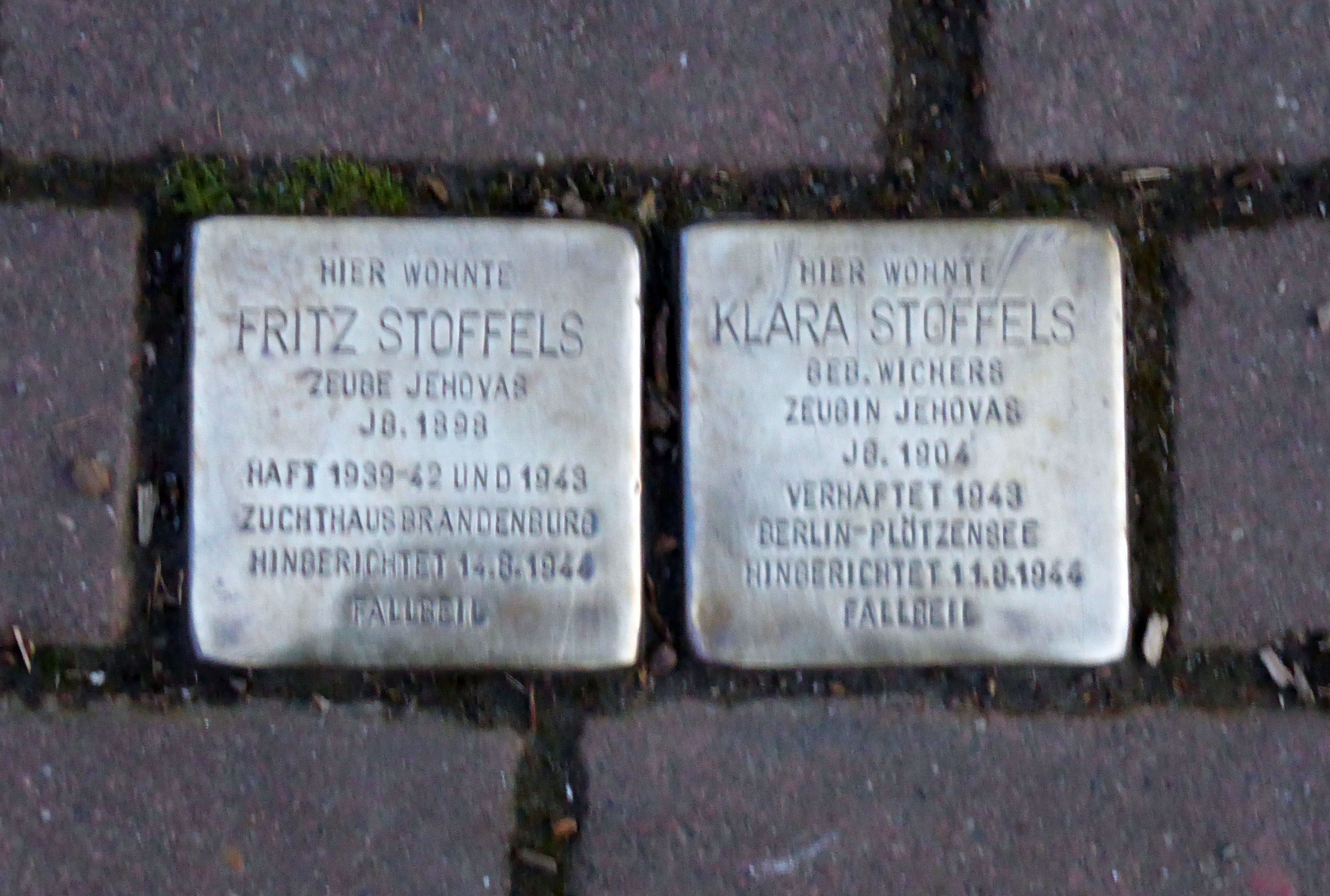
Stolpersteiny Klary i Friedricha (Fritza) Stoffelsów umieszczone przy budynku

Od 1935 roku do 1943 roku mieszkała tam Klara Stoffels. Jej mąż Fritz Stoffels został aresztowany w 1939 roku i za dystrybucję publikacji biblijnych skazany na trzy lata więzienia. W kwietniu 1943 roku zostali aresztowani za produkcję i dystrybucję publikacji biblijnych w okresie zakazu działalności i prześladowań Świadków Jehowy w III Rzeszy (współpracowali z Juliusem Engelhardtem). W sierpniu 1944 roku wykonano na nich wyrok kary śmierci. 20 stycznia 2007 roku przy budynku umieszczono ich stolpersteiny.
Od lat 50. XX w. mieszkało tam i pracowało dwóch artystów. Od 1980 roku budynek i cześć parku jest zabytkiem umieszczonym pod nrem 268.
Od 2010 roku budynek nie jest użytkowany i nadaje się do remontu. W grudniu 2010 roku Förderkreis Station Belvedere e. V., zorganizował fundusze na jego remont. 23 czerwca 2015 roku Rada Miasta Kolonii jednogłośnie głosowała za jego renowacją. Miasto przekazało dzierżawę budynku fundacji i wsparł koszty remontu i rozbudowy. 29 października 2018 roku fundacja za swój wkład w zachowanie budynku otrzymała srebrny tytuł Deutscher Preis für Denkmalschutz 2018. Haus Belvedere jest częścią sieci Via Industrialis w Kolonii.
Budynek został prawdopodobnie zaprojektowany przez architekta miejskiego Johanna Petera Weyera lub w opinii Waltera Buschmanna – przez architekta miejskiego Matthiasa Bierchera. Dwupiętrowy budynek, zbudowany w klasycystycznym stylu wiejskiego domu, jest najstarszym zachowanym budynkiem dworcowym w krajach niemieckojęzycznych i jednym z niewielu budynków szkoły Schinkela w Nadrenii. Murowany budynek z wysokimi oknami położony jest bokiem od linii kolejowej przy Belvederestrasse, nazwana od nazwy dworca. Środkowa część fasady od strony ulicy posiada balkon wsparty na wolutach. Od strony ogrodu znajduje się ogród tarasowy pozostałość po ogrodzie zimowym.

### Park

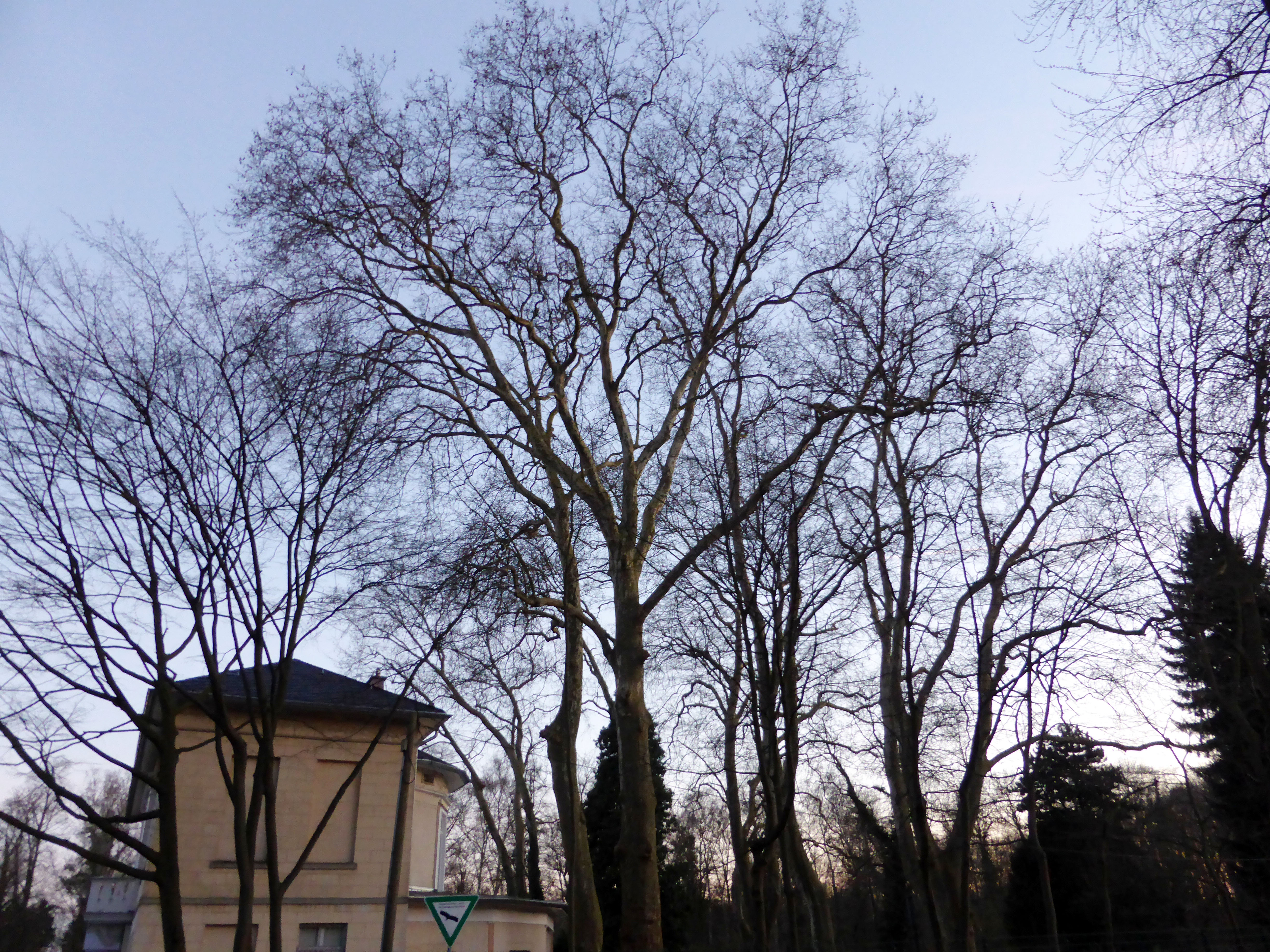
Fragment parku

W roku 1991 nieruchomość należąca została objęta ochroną jako element chronionego obszaru krajobrazowego. W parku znajduje się siedem 150-letnich platanów klonolistnych.